# Villa Tiepolo
Villa Tiepolo, Duodo, Nalon, Grande è una villa veneta situata a Zianigo di Mirano, in provincia di Venezia.
Fu dimora di campagna del celebre pittore Giambattista Tiepolo e di suo figlio Giandomenico.

## Storia
Il palazzo padronale fu costruito tra il 1687 e il 1688 da Cristoforo Angeloni (lo testimonia la scritta "1688 - C.A." su una trave del sottotetto), su un terreno acquistato un anno prima dal monastero del Santo Sepolcro di Venezia. Nel 1711 Bartolo Angeloni, figlio del precedente, dichiarò di aver fatto costruire più tardi casa, cantina, brolo e orto, ma è probabile che nella stessa occasione avesse eretto anche le ali laterali e l'oratorio.
Nel 1750 gli Angeloni vendettero il complesso ad Angela Garelli vedova Tasca la quale, dopo averlo fatto restaurare, lo vendette a sua volta a Nicolò Franceschi, il quale comprò dagli Angeloni anche i campi dei dintorni.
Giambattista Tiepolo acquistò il palazzo nel 1757, dopo averlo avuto in affitto per un periodo. A lui si devono vari rifacimenti, a livello architettonico ma soprattutto decorativo: egli aggiunse il timpano e i balconcini lapidei alla facciata principale e realizzò il ciclo di affreschi della casa e della cappella, al quale collaborò anche il figlio Giandomenico, che poi ereditò la villa; alla sua morte, avvenuta nel 1804, l'edificio passò alla vedova Margherita Moscheni. Dopo che la donna si risposò con Giambattista Bardese, Villa Tiepolo pervenne alla famiglia di quest'ultimo.
Nel 1814 villa e terreni vennero acquistati dai Concina; a questi subentrò, nel 1857, il generale Luigi Duodo. Nel 1906 l'allora proprietario Angelo Duodo procedette allo "strappo" di numerosi affreschi per venderli a un antiquario; pronti per partire per la Francia, furono intercettati dal Comune di Venezia che provvide a collocarli a Ca' Rezzonico dove si trovano tuttora. 
Nel corso degli anni 1940 i Duodo, dopo aver operato nuovi "strappi", cedettero l'intera proprietà a Ernesto Preo, al quale successe più tardi Antonio Nalon. Oggi la villa appartiene alla famiglia Grande.

## Affreschi
- Minuetto in villa
- Il mondo novo